# Aeroporto regionale di Pierre
L'aeroporto regionale di Pierre (IATA: PIR, ICAO: KPIR) è un aeroporto civile statunitense situato nella Contea di Hughes in Dakota del Sud, a 3 miglia ad est di Pierre. L'aeroporto, situato a 532 m s.l.m., dispone di un unico terminal passeggeri ristrutturato nel 2012 e di due piste in asfalto: la prima con orientamento 7/25 lunga 2.097 metri e la seconda con orientamento 13/31 lunga 2.103 metri. È servito solamente da voli domestici.